# Étaín
Étaín o Édaín (en irlandés moderno: Éadaoin ) es una figura de la mitología irlandesa, más conocida como la damisela de la obra Tochmarc Étaíne (El cortejo de Étaín), una de las historias más antiguas y culturalmente variadas del Ciclo Mitológico . También figura en el poema de irlandés medieval Togail Bruidne Dá Derga (La destrucción del albergue de Da Derga). T.F. O'Rahilly la identifica como una diosa solar.

## Nombre
El nombre Étaín se escribe también como Edain, Aideen, Etaoin, Éadaoin, Aedín o Adaon . Se deriva del diminutivo del antiguo irlandés ét, "pasión, celos".  A veces se le nombra por el epíteto de Echraide ("jinete"), lo que sugiere vínculos con deidades y figuras equinas como la galesa Rhiannon y el galo Epona . El dios Midir la llama Bé Find (Mujer Bella). Sin embargo, el poema incrustado en el texto, "A Bé Find in ragha lium", puede ser una composición más antigua no relacionada que se adjuntó a la historia posteriormente. 

## Genealogía
En la obra Tochmarc Étaine, Étaín es hija de Ailill, rey de los Ulaid . En Togail Bruidne Dá Derga ( La destrucción del albergue de Da Derga ) se cuenta una genealogía ligeramente diferente. Aquí ella es la hija de Étar (descrito como rey de la cabalgata de los montículos élficos), y se casa con el Rey Supremi Eochaid Feidlech . Tienen una hija, llamada Étaín Óg (Étaín la Joven), que se casa con Cormac, rey del Ulster. Ella le da a luz una hija, Mess Buachalla, pero ningún hijo varón. Cormac abandona a Mess Buachalla, pero un pastor la encuentra y la cría. Cuando crece, se casa con el Rey Supremo Eterscél y se convierte en la madre de Conaire Mor. En los tratados genealógicos se dice que fue la esposa del príncipe del Ulster Cormac Cond Longas . En otros lugares Étaín, llamada Eadon la poetisa, parece ser una hija de Dian Cécht.  De manera similar, la Etain mencionada en la Segunda Batalla de Moytura es la madre de Carpre, el poeta que satiriza y avergüenza a los fomorianos . 

## Tochmarc Étaine
Cuando Midir miembro de los Tuatha Dé Danann se enamora de Étaín y se casa con ella, la primera esposa de Midir, Fúamnach, sintiendo el rechazo se pone celosa y le lanza una serie de hechizos. Primero Fúamnach transforma a Étaín en un pequeño charco de agua, después en un gusano (en algunas versiones una serpiente) y luego en una hermosa mosca escarlata. Midir desconoce que la mosca es Étaín, pero se vuelve de pronto en su compañera constante y mientras está con él no le interesan otras mujeres. Luego, Fúamnach fabrica un viento que aleja a la mosca y que no permite que se pose en ningún otro lugar más que en las rocas del mar durante siete años.
Finalmente aterriza en la ropa de Angus, quien la reconoce como Étaín, pero está en guerra con Midir y no puede devolvérsela. Le hace una pequeña habitación con ventanas para que pueda entrar y salir a su gusto, y la lleva consigo por dondequiera que va. Pero Fúamnach se da cuenta de esto y crea otro viento que la aleja de él por otros siete años. Finalmente la mosca cae en una copa de vino. El vino es tragado (junto con la mosca) por la esposa de Étar, un cacique del Ulster, en la época de Conchobar mac Nessa . Ell se embaraza y Étain renace, mil doce años después de su primer nacimiento.  Muchos lectores modernos de "El cortejo de Etaine" suponen que "mosca" debe de referirse a una mariposa o libélula, pero la palabra irlandesa se traduce claramente como mosca (o escarabajo). Dado que en Irlanda hay mariposas y libélulas y hay palabras irlandesas específicas para ambas, está claro que la criatura en la que se convierte es literalmente una mosca.
Cuando crece, Étaín se casa con el Rey Supremo, Eochaid Airem . Su encuentro se relata en el episodio inicial del Togail Bruidne Dá Derga .  El hermano de Eochaid, Ailill Angubae, al verla se enamora de ella y comienza a desgastarse. Finalmente, él le admite a Étaín que se muere de amor por ella y ella acepta acostarse con él para salvarle la vida. Acuerdan encontrarse, pero Midir lanza un hechizo que hace que Ailill se duerma y se pierda la cita. Sin embargo, Étaín conoce allí a un hombre que se parece y habla como Ailill pero no se acuesta con él porque siente que en realidad no es él. Esto sucede tres veces, y el hombre que se parece a Ailill se revela como Midir y le cuenta sobre su vida anterior como su esposa. Ella se niega a irse con él a menos que su marido le dé permiso. Luego regresa con Ailill y lo encuentra curado.
Midir luego acude a Eochaid en su forma auténtica y le pide jugar fidchell, un juego de mesa, con él. Ofrece una apuesta de cincuenta caballos, pierde y le da a Eochaid los caballos como fue acordado. Midir lo desafía a más juegos, con apuestas más altas, y sigue perdiendo. Eochaid, advertido por su padre adoptivo de que Midir es un ser de gran poder, le asigna una serie de tareas, incluyendo la construcción de una calzada sobre Móin Lámrige, que realiza recelosamente. Luego desafía a Eochaid a un último juego de fidchell, cuya apuesta será designada por el ganador. Esta vez gana Midir, quien exige un abrazo y un beso de Étaín. Eochaid acepta que los tendrá si regresa dentro de un mes. Un mes después regresa Midir. Pone sus brazos alrededor de Étain y se convierten en cisnes y se van volando.
Eochaid y sus hombres comienzan a cavar en el montículo de Brí Léith donde vive Midir. Midir se les aparece y le dice a Eochaid que su esposa le será devuelta al día siguiente. Al día siguiente aparecen cincuenta mujeres que se ven idénticas a Étain, y una vieja le dice a Eochaid que elija cuál de todas ellas es su esposa. Él elige a una, pero Midir luego le revela que Étaín estaba embarazada cuando se la llevó, y la niña que eligió es su hija. Eochaid está horrorizado porque se ha acostado con su propia hija, que quedó embarazada de una niña. Cuando nace la niña queda expuesta a la intemperie, pero un pastor y su esposa la encuentran y la crían. Más tarde se convierte en la madre del Rey Supremo Conaire Mor .

## Dindsenchas
En la métrica Dindsenchas también se relatan dos episodios relatados en el Tochmarc Étaíne . El poema de Dindsenchas sobre Rath Esa cuenta cómo Eochaid Airenn recuperó a Étaín. El poema sobre Ráth Crúachan se refiere al secuestro de Étaín por parte de Midir.

## Togail Bruidne Dá Derga
El texto en irlandés medieval Togail Bruidne Dá Derga (Recensión II) incluye una descripción bastante extensa y colorida de ella en el episodio de su encuentro con el rey Echu en Brí Léith: